# El Loco
El Loco is een stalen achtbaanmodel dat sinds 2008 geproduceerd wordt door achtbaanfabrikant S&S Worldwide. De eerste achtbaan van dit type was Steel Hawg in Indiana Beach, Verenigde Staten.

## Beschrijving

### Algemene kenmerken
De banen van El Loco gelijken sterk op elkaar, maar zijn niet identiek. Wel bevatten ze steeds 2 inversies, en rijden er korte treinen op van één wagentje met 2 rijen. Soms zijn dit rijen voor 2 personen naast elkaar, soms voor 4. De hoogte is steeds ongeveer 30 meter; de lengte van de banen varieert van rond de 380 tot 480 meter. De snelheid varieert van 65 tot 75 kilometer per uur.

### Eerste afdaling
Ook typerend is de eerste afdaling die meer dan 90° is, steiler dan de (eerder ontworpen) Euro-Fighter van Gerstlauer. Deze laatste heeft een standaard first drop van 97° terwijl de banen van El Loco standaard iets meer dan 110° naar beneden gaan. Bij de ontwikkeling van de El Loco stal S&S hiermee dus het record van Gerstlauer van steilste achtbaan ter wereld. Desalniettemin 'stal' Gerstlauer in 2011 het record van steilste achtbaan terug van S&S met een bijzondere Euro-Fighter waar deze eerste afdaling 121° bedraagt: Takabisha in het Japanse attractiepark Fuji-Q Highland. Dit record is op heden (maart 2016) nog steeds in handen van Gerstlauer.
Voorheen was dit record in handen van Timber Drop in het Franse Fraispertuis City. Deze achtbaan heeft een first drop van 113°. Nog daarvoor was het record in handen van Mumbo Jumbo in het Engelse Flamingo Land Theme Park & Zoo met een eerste afdaling van 112°. Nog daarvoor was Steel Hawg in het Amerikaanse Indiana Beach de steilste met 111°. Dit zijn wél alle drie El Loco-achtbanen van S&S.